# Addio America
Addio America (Прощай, Америка!) è un film del 1951 diretto da Aleksandr Petrovič Dovženko e Julija Solnceva.